# Melongena melongena
Melongena melongena, tên tiếng Anh: Caribbean crown conch, là một loài ốc biển lớn, là động vật thân mềm chân bụng sống ở biển trong họ Melongenidae.

## Hình ảnh

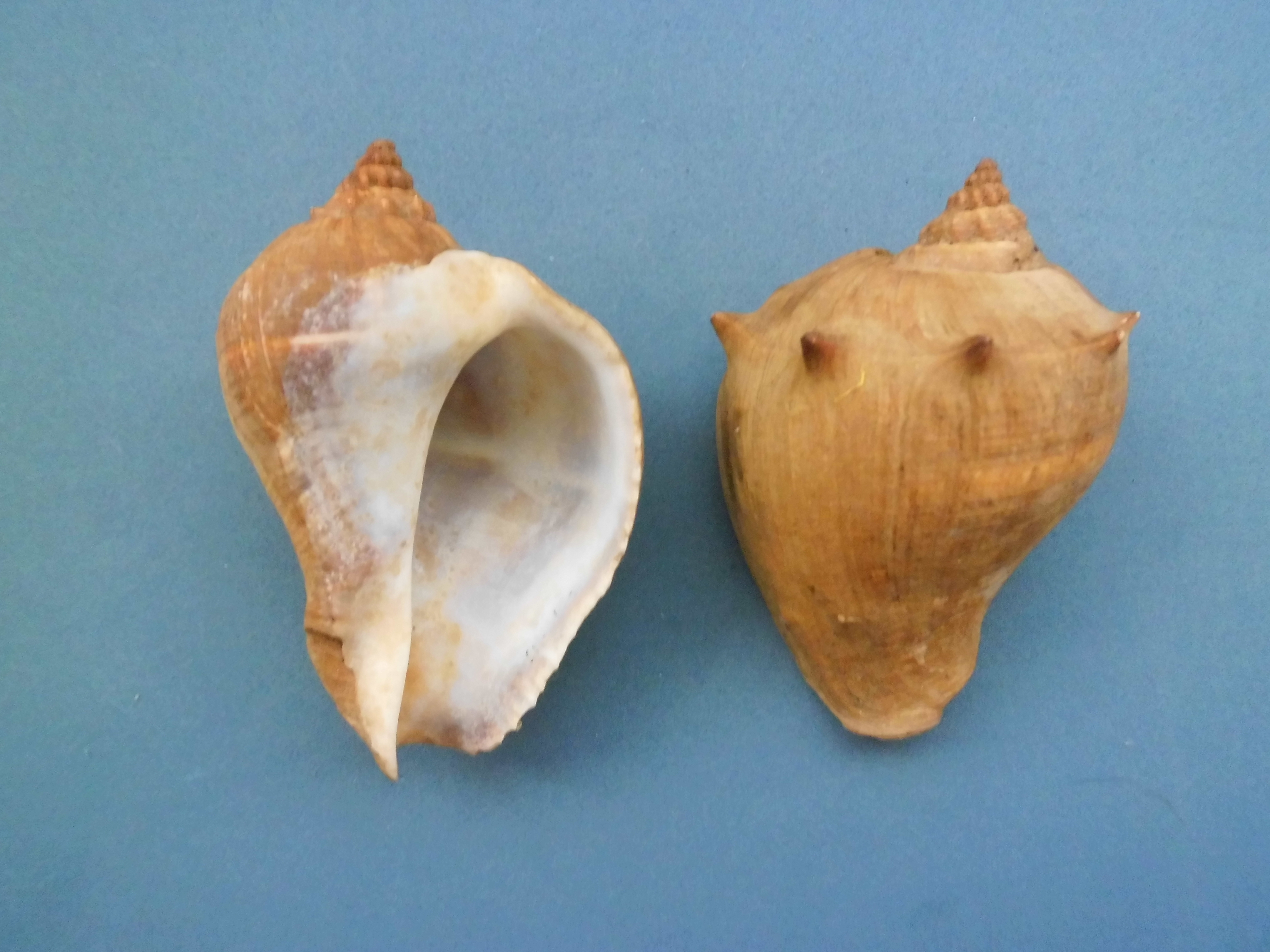
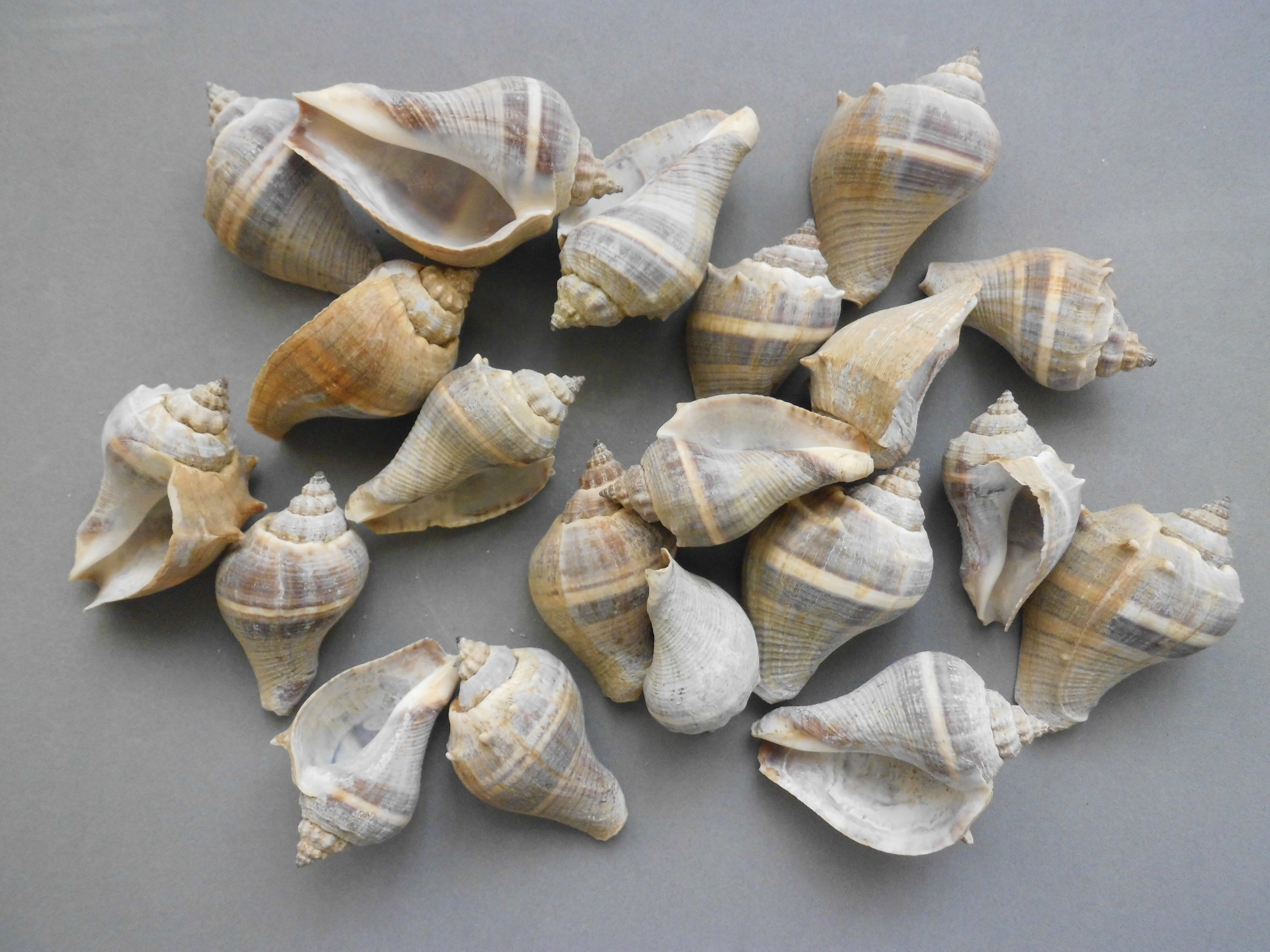
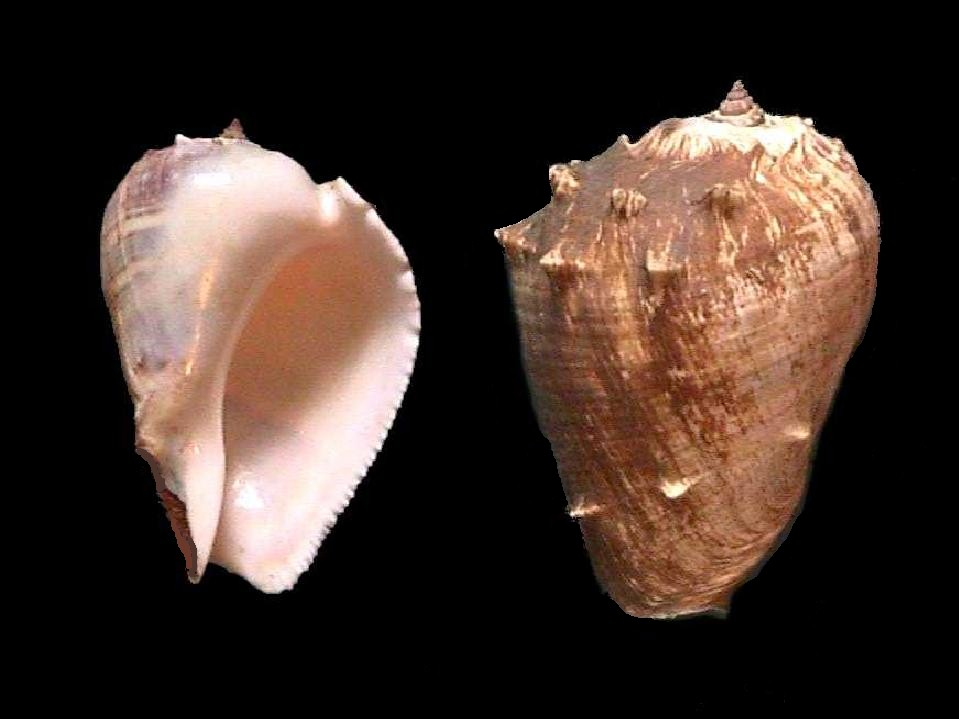
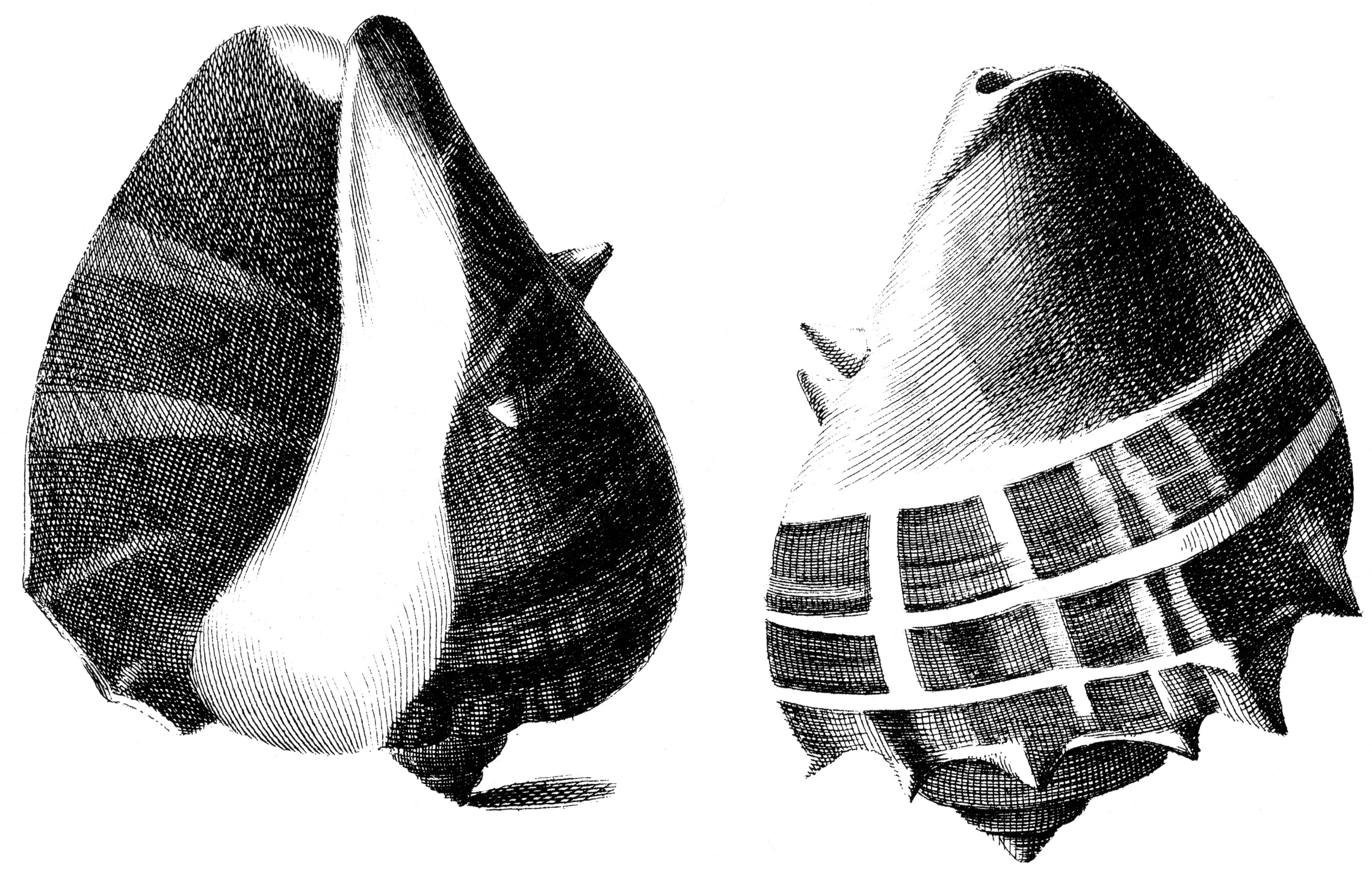